# Powiat gorlicki

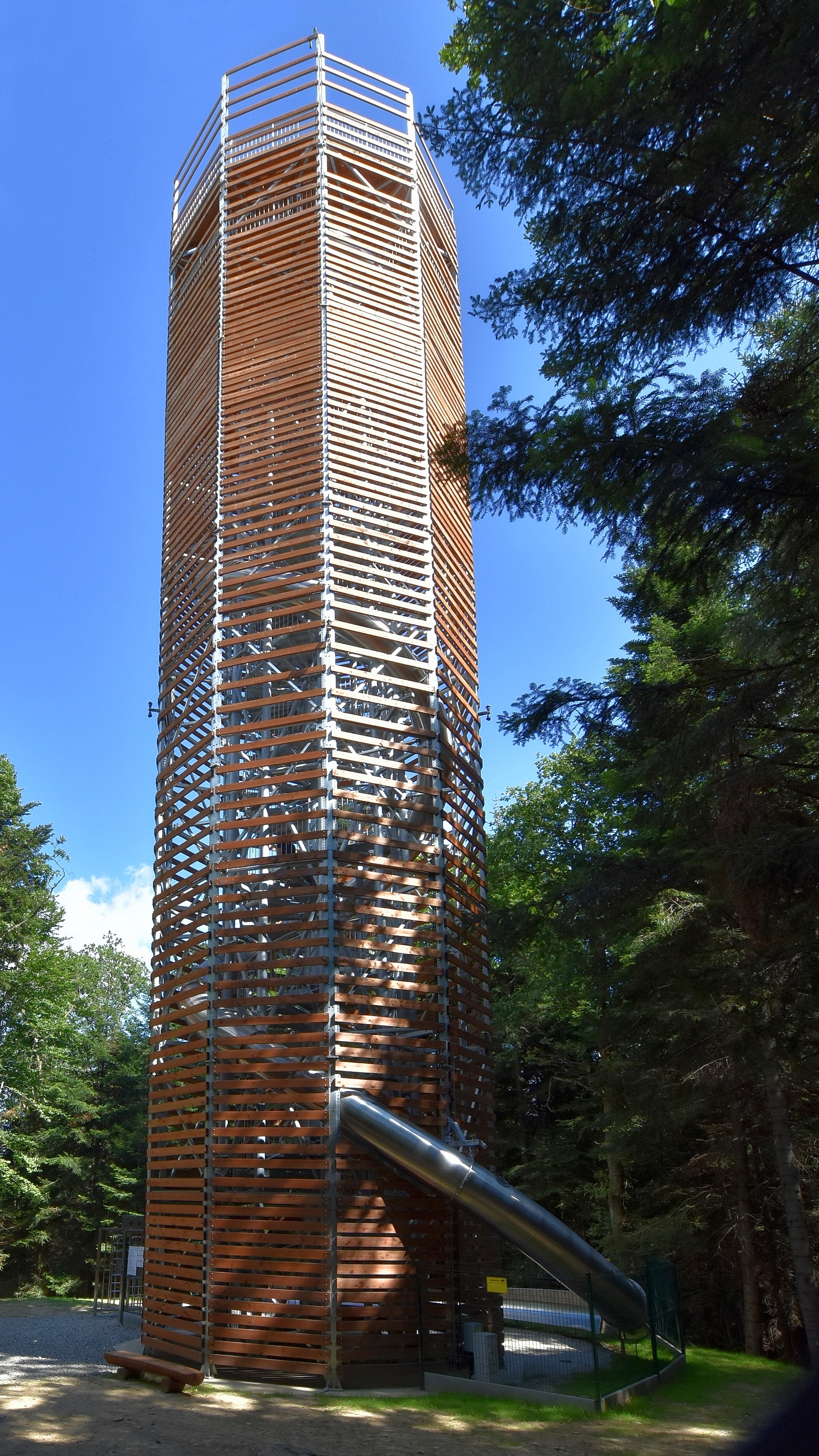
Wieża widokowa na Łysuli (551 m)

Powiat gorlicki – powiat w województwie małopolskim w Polsce, utworzony w 1999 w ramach reformy administracyjnej. Jego siedzibą jest miasto Gorlice.
W skład powiatu wchodzą:
- gmina miejska: Gorlice
- gminy miejsko-wiejskie: Biecz, Bobowa
- gminy wiejskie: Gorlice, Lipinki, Łużna, Moszczenica, Ropa, Sękowa, Uście Gorlickie

Trzy miejscowości powiatu posiadają prawa miejskie. Są to: Biecz, Bobowa i Gorlice.
Według danych z 31 grudnia 2019 roku powiat zamieszkiwało 108 886 osób. Natomiast według danych z 30 czerwca 2020 roku powiat zamieszkiwało 108 778 osób.

## Demografia

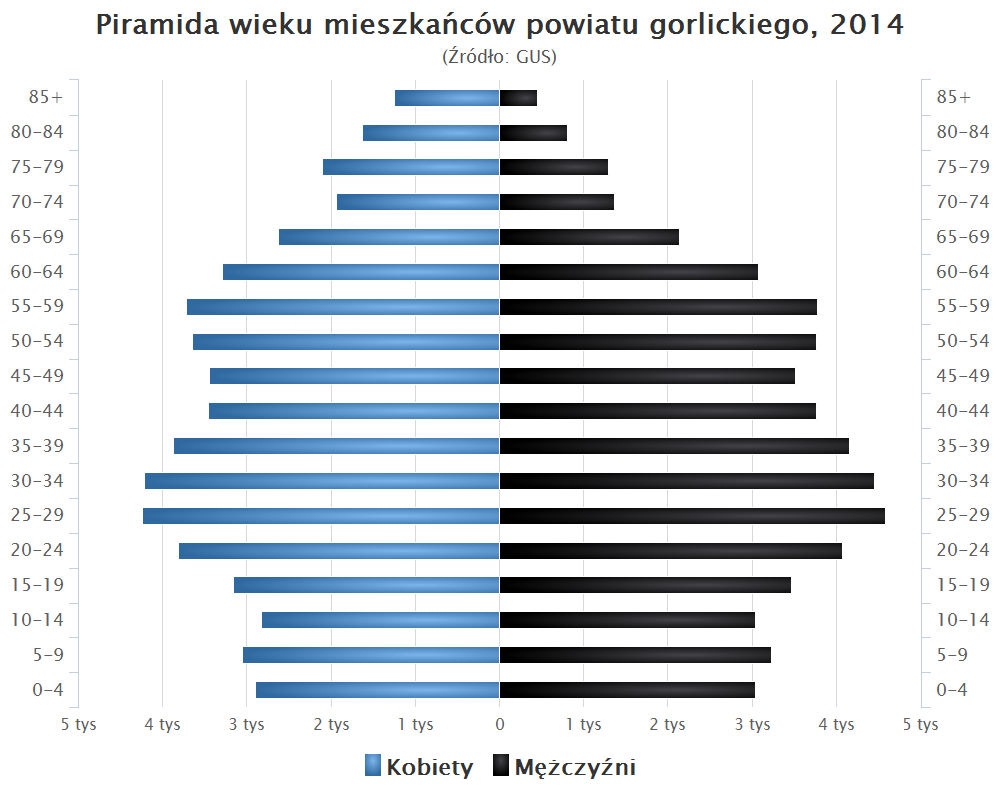
Piramida wieku mieszkańców powiatu gorlickiego w 2014 roku

Liczba ludności (dane z 30 czerwca 2009):
|        | Ogółem  | Ogółem | Kobiety | Kobiety | Mężczyźni | Mężczyźni |
| osób   | %       | osób   | %       | osób    | %         |           |
| ------ | ------- | ------ | ------- | ------- | --------- | --------- |
| Ogółem | 106 912 | 100    | 54 154  | 50,65   | 52 758    | 49,35     |
| Miasto | 35 922  | 33,60  | 18 652  | 17,45   | 17 270    | 16,15     |
| Wieś   | 70 990  | 66,40  | 35 502  | 33,21   | 35 488    | 33,19     |

▶Wieś vs ▶miasto
Ogółem (▶k, ▶m)
Miasto (▶k, ▶m)
Wieś (▶k, ▶m)

## Kościoły i związki wyznaniowe
- Chrześcijańskie:
- 40 parafii katolickich obrządku łacińskiego (rzymskokatolickiego)
- 12 parafii katolickich obrządku greckokatolickiego
- 9 parafii prawosławnych i 6 cerkwi filialnych
- 1 zbór Kościoła Zielonoświątkowego w RP
- 1 zbór Ewangelicznej Wspólnoty Zielonoświątkowej
- 2 zbory Chrześcijańskiej Wspólnoty Zielonoświątkowej
- 1 zbór Kościoła Adwentystów Dnia Siódmego w RP
- 3 zbory Świadków Jehowy z Salami Królestwa[6][7]
- Buddyjskie:
- Buddyjski Ośrodek Medytacyjny Buddyjski Związek Diamentowej Drogi Linii Karma Kagyu w Ropkach[8]

## Bezpieczeństwo publiczne
Policja
- Komenda powiatowa Policji w Gorlicach
- Komisariat Policji w Bieczu
- Komisariat Policji w Bobowej
- Posterunek Policji w Uściu Gorlickim
- Posterunek Policji w Łużnej

Pogotowie ratunkowe
- Szpital Specjalistyczny im. H. Klimontowicza w Gorlicach
- Zespół Ratownictwa Medycznego w Uściu Gorlickim
- Zespół Ratownictwa Medycznego w Łużnej
- Zespół Ratownictwa Medycznego w Bieczu

Straż pożarna
- Państwowa Straż Pożarna w Gorlicach
- Ochotnicze Straże Pożarne w powiecie (63 jednostki)

Straż miejska
- Posterunek Straży Miejskiej w Gorlicach

Wymiar sprawiedliwości
- Prokuratura Rejonowa w Gorlicach
- Sąd Rejonowy w Gorlicach

## Oświata
Powiat gorlicki zarządza 9 szkołami średnimi znajdującymi się w Gorlicach, Bieczu i Bobowej oraz dwoma specjalnymi ośrodkami szkolno-wychowawczymi.
W powiecie gorlickim znajdują się dwie szkoły rolnicze to jest ZSCKR w Bystrej (gmina Gorlice) oraz ZSCKR w Hańczowej (gmina Uście Gorlickie).

## Przejścia graniczne
W powiecie Gorlickim znajdują się cztery dawne przejścia graniczne ze Słowacją. Wszystkie przejścia graniczne z Polski na Słowację zostały zlikwidowane 21 grudnia 2007 w związku z przystąpieniem obu krajów do strefy Schengen, a przekraczanie granicy dozwolone jest w każdym miejscu.
- Przejście graniczne Blechnarka-Stebnícka Huta
- Przejście graniczne Konieczna-Becherov
- Przejście graniczne Wysowa-Zdrój-Regetovka
- Przejście graniczne Wysowa-Zdrój-Cegiełka

## Historia

### Walki z UPA
Według UPA terenami należnymi Ukrainie były ziemie leżące na wschód i południe od linii Włodawa – Chełm – Zamość – Przeworsk – Brzozów – Krosno – Gorlice. Część tych terenów, które znalazły się za linią Curzona nazywano „Zakerzońskim Krajem”. Na obszarze tym Ukraińcy stworzyli własną, nielegalną administrację podziemną.
Na terenie powiatu gorlickiego w 1945 roku UPA dysponowała trzema kompaniami (sotniami):
- Sotnia „Lisa” – 180 strzelców (striłciw)
- Sotnia „Brodycza” (Romana Horobelskiego) – 100 strzelców
- Sotnia „Smyrnego” (Michała Fedaka) – 150 strzelców

W znacznej części strzelcy ci pochodzili z SS-Galizien. Do działań UPA oprócz tego moblilizowano (często przymusowo) miejscową ludność łemkowską, osiągając liczbę sięgającą 1000 osób. Wobec trudności, jakie napotykały takie akcje mobilizacyjne, siły ukraińskie skierowały w 1946 roku na te tereny sotnię „Horisława” (Modesta Rypeckiego), która terroryzowała ludność łemkowską, poddając karom osoby sprzyjające Polakom (od chłosty aż do śmierci włącznie). Sotnia ta wyruszyła też dalej na Sądecczyznę. W nocy z 27 na 28 czerwca 1946 roku napadła na posterunek MO i Urząd Gminy w Łabowej, paląc większość zabudowań wsi i mordując mieszkańców. Pościg wojskowy zmusił sotnię do odwrotu na ziemie gorlickie, gdzie 6 lipca jej członkowie zaatakowali i zlikwidowali posterunek MO i obrabowali spółdzielnię.
Sotnia „Brodycza” w czasie swej działalności na terenie powiatu gorlickiego dokonała:
- napad na lokal Komisji Wyborczej w Śnietnicy
- trzykrotny napad na wieś Regietów Wyżny
- napad na lokal Komisji Wyborczej w Uściu Ruskim
- spalenie wsi Czarne
- podpalenia w Zdyni i Smerekowcu
- napad na wieś Gładyszów
- napad i podpalenie we wsi Klimkówka.

W wyniku zaciętych walk, a także przeprowadzenia akcji Wisła, która odcięła UPA od zaplecza w postaci ludności łemkowskiej, sotnie Brodycza i Smyrnego zostały rozbite, a ich resztki skierowały się do Czechosłowacji, by przedostać się na Zachód. Sotnia „Lisa” wycofała się na wschód.

## Starostowie
- Romuald Klimów (zm. 1937)[11][12][13]
- Witold Kochan (2002–2005)
- Mirosław Wędrychowicz (2005–2014)
- Karol Górski (2014–2018)
- Maria Gubała (2018 – nadal)[14]

## Sąsiednie powiaty
- powiat nowosądecki
- powiat tarnowski
- powiat jasielski (podkarpackie)